# Puppet Master II
Puppet Master II is een Amerikaanse horrorfilm uit 1990 onder regie van Dave Allen. De film is het tweede deel in de Puppet Master-filmserie.

## Synopsis
De weer tot leven gewekte Toulon is overgestapt van poppenspelen naar wetenschappelijk onderzoek. Hij gebruikt zijn levende poppen om hersenmassa van levende wezens te oogsten. Hierdoor kan hij zijn oude Egyptische formule, die de doden weer tot leven wekt, perfectioneren.

## Rolverdeling
| Acteur               | Personage                           |
| -------------------- | ----------------------------------- |
| Steve Welles         | André Toulon / Eriquee Chaneé       |
| Michael Todd         | Poppen Toulon                       |
| Elizabeth Maclellan  | Carolyn Bramwell / Elsa Toulon      |
| Collin Bernsen       | Michael Kenney                      |
| Greg Webb            | Patrick Bramwell (als Gregory Webb) |
| Charlie Spradling    | Wanda                               |
| Jeff Celentano       | Lance (als Jeff Weston)             |
| Nita Talbot          | Camille Kenney                      |
| Julianne Mazziotti   | Poppen Camille / Elsa               |
| Sage Allen           | Martha                              |
| George 'Buck' Flower | Mathew                              |
| Sean B. Ryan         | Billy                               |
| Taryn Band           | Meisje in Caïro                     |
| Alex Band            | Jongen in Caïro                     |

### Poppen
- Blade
- Pinhead
- Tunneler
- Leech Woman
- Jester
- Torch
- Mephisto (flashback in Caïro)
- Djinn the Homunculus (flashback in Caïro)